# Mokei Romanowitsch Tscherkassow
Mokei Romanowitsch Tscherkassow (russisch Мокей Романович Черкасов; * um 1670 in einem Dorf am Ladogasee; † 23. Januarjul. / 3. Februar 1731greg.in St. Petersburg) war ein russischer Schiffbauer.

## Leben
Tscherkassow arbeitete ab 1703 als Zimmerer auf der Olonezer Werft in Lodeinoje Pole und war unter der Leitung des Galeeren-Meisters Juri Russinow am Bau der Herrscher-Galeere beteiligt, die im Mai 1704 als Swatoi Apostol Pjotr von Stapel lief. Im Dezember 1706 legte er selbst seine erste Galeere auf Kiel und baute sie 1707.
Peter I. bemerkte die Fähigkeiten Tscherkassows und schickte ihn zum Galeeren-Meister Nikolai Muzin auf der St. Petersburger Admiralitätswerft in die Lehre. Als 1713 Russinow nach St. Petersburg versetzt wurde, machte er Tscherkassow zu seinem Assistenten. Im Mai desselben Jahres wurde Tscherkassow in die Ujesde Nowgorod und Staraja Russa geschickt, um Schiffsholz für die neuartigen russischen Brigantinen zu beschaffen, die als Halbgaleeren bekannt wurden.
Im Juli 1714 wurde Tscherkassow auf Beschluss des Admiralitätskollegiums zum Brigantinen-Untermeister befördert und als Leiter eines Reparatur-Kommandos mit acht Zimmerern zum Galeeren-Geschwader Fjodor Apraxins geschickt, das sich auf den Kampf gegen die schwedischen Linienschiffe im Großen Nordischen Krieg vorbereitete. Während der Fahrt des Galeeren-Geschwaders in dem Schären-Fahrwasser zur Halbinsel Hanko reparierte Tscherkassows Kommando täglich  die durch Bodenberührung oder Kollisionen beschädigten Schiffe. Für einen Überraschungsangriff beschloss Peter I., einen Teil des Galeerengeschwaders auf der 2,5 km breiten Landenge der Halbinsel Hanko nördlich der Stadt Hanko über die Halbinsel zu portieren und damit das schwedische Geschwader Gustav Wattrangs zu umgehen. Zusammen mit Tscherkassow plante Peter I. die Einzelheiten der Portagen, und in kurzer Zeit legte Tscherkassows Kommando nicht nur die Holzbahn für das Schleppen der Brigantinen an, sondern auch die Vorrichtungen für das Herausziehen aus dem Wasser und das Hineinschieben ins Wasser auf der anderen Seite. Tscherkassow nahm an der Seeschlacht bei Hanko teil und wurde danach mit den Zimmerern seines Kommandos von Peter I. ausgezeichnet.
Im Dezember 1714 wurde Tscherkassow zur Kasaner Admiralität geschickt, um als Geschenk für das verbündete Dänemark 15 Brigantinen auf Kiel zu legen. Gleichzeitig legte er vier spezielle Schnauen für die Kaspische Flottille auf Kiel. Im September 1716 wurde er nach Kopenhagen geschickt, um den Zusammenbau und die Ausrüstung der 11 Brigantinen zu leiten, die zerlegt aus Kasan nach Kopenhagen gebracht wurden. Danach wurde er mit dem Linienschiff-Meister Pieter Gerens, Sohn des Schiffbauers Wybe Gerens, nach Rostock geschickt, um russische Galeeren zu reparieren und zu bauen.

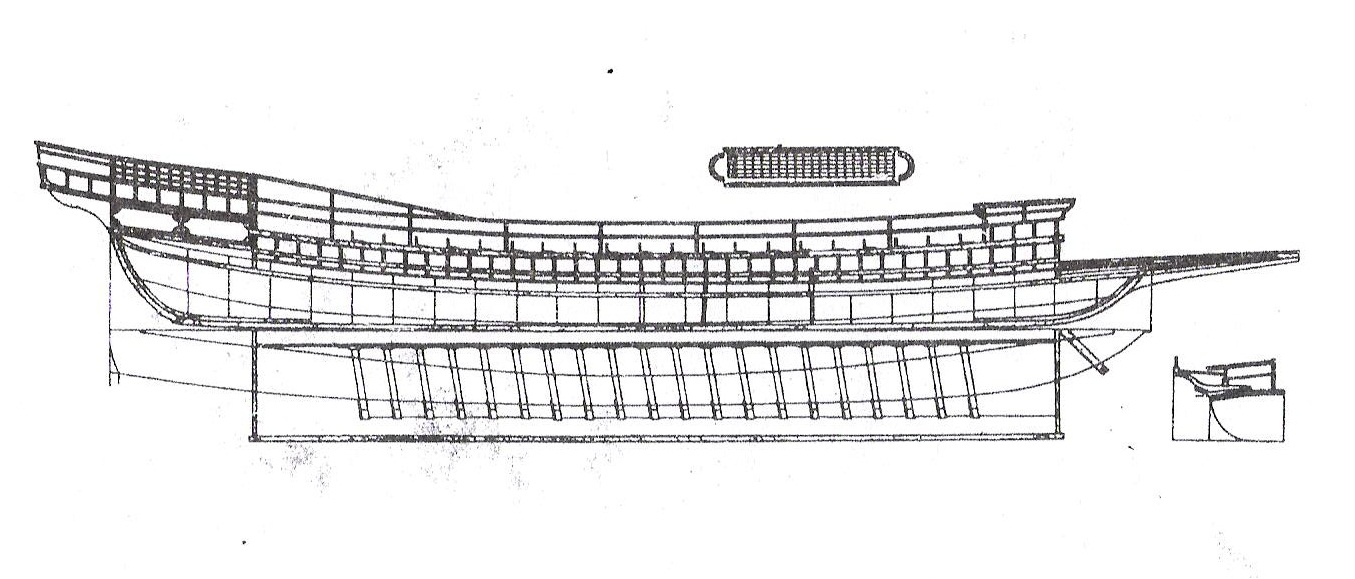
20-Ruderbänke-Galeere nach französischer Art (1736)

Nach der Rückkehr baute Tscherkassow in St. Petersburg Galeeren und Brigantinen bis 1719. Darauf wurde er einem französischen Galeeren-Meister zugeordnet, um den Galeerenbau nach französischer Art zu studieren. Er lernte schnell und baute bald selbst fünf Galeeren neuer Art. Im Dezember 1721 wurde sein Monatsgehalt auf 8 Rubel erhöht.
Im Februar 1724 wurde Tscherkassow nach Brjansk geschickt, um für die Dnepr-Flottille nach Entwürfen Fedossei Skljajews 10 Flachbodengaleeren und 5 Prahme zu bauen. Er wurde zum Galeeren-Meister befördert und zum Leiter der Kiewrt Werft ernannt, wo ihm Andrei Alattschaninow assistierte.
Ab 1728 leitete Tscherkassow in St. Petersburg die Galeeren-Werft und baute weiter Galeeren. Bereits in diesem Jahr baute er eine 20-Ruderbänke-Galeere. 1730 legte er zwei weitere Galeeren auf Kiel. Er erkrankte an Lungentuberkulose und starb am 3. Februar 1731 in St. Petersburg. Er wurde auf dem St. Petersburger Ochtinski-Friedhof begraben.